# Masumi Harukawa
Masumi Harukawa (春川ますみ Harukawa Masumi?,  n. Utsunomiya, Prefectura de Tochigi, 16 de noviembre de 1935) es una actriz japonesa. Desde su descubrimiento en 1958, Harukawa ha aparecido en más de 140 películas.

## Papeles
| Año       | Título                          | Tipo               | Papel            |
| --------- | ------------------------------- | ------------------ | ---------------- |
| 1963      | La mujer insecto                | Película           | Midori           |
| 1964      | Unholy Desire                   | Película           |                  |
| 1974      | Pastoral: To Die in the Country | Película           |                  |
| 1974      | Tora-san's Lullaby              | Película           | Odoriko          |
| 1975-1979 | Torakku Yarō                    | Serie de películas | Kimie Matsushima |
| 1978-     | Abarenbō Shōgun                 | Televisión         | Megumi (primero) |
|           | Edo o Kiru                      | Televisión         |                  |
| 1987      | Hachiko Monogatari              | Película           |                  |